# Kinnareds socken, Västergötland
Kinnareds socken i Västergötland ingick i Redvägs härad och uppgick 1554 i Hössna socken/Hössna församling sedan 1974 en del av Ulricehamns kommun.
Sockenkyrkan i kyrkbyn Kinnared revs 1554.

## Administrativ historik
Socknen har medeltida ursprung. 1554 uppgick socknen i Hössna socken.